# Цхук
Цхук (вірм. Ծղուկ, азерб. Qarqar), також Цхук-Каркар — вулкан, розташований на кордоні  Вірменії і Азербайджану. Вершина вулкану розташована на висоті 3584 м над  рівнем моря, останнє виверження вулкана відбувалося в 3000-х роках до н. е.